# Dennis Mortimer
Dennis Mortimer (født 5. april 1952 i Liverpool, England) er en tidligere engelsk fodboldspiller, der spillede som midtbanespiller. Han var på klubplan primært tilknyttet Coventry City og Aston Villa. Hos Villa var han anfører på det hold, der blev engelsk mester i 1981 og vandt Mesterholdenes Europa Cup året efter.
Mortimer spillede desuden i kortere perioder for henholdsvis Sheffield United, Brighton og Birmingham.

## Titler
Engelsk 1. Division
- 1981 med Aston Villa

Football League Cup
- 1977 med Aston Villa

Mesterholdenes Europa Cup
- 1982 med Aston Villa

UEFA Super Cup
- 1982 med Aston Villa